# Borobudur Fossae
Borobudur Fossae est un système géologique de fosses du quadrangle de Debussy H-14. Elles sont situées dans le cratère d'impact Rembrandt, le deuxième plus grand bassin d'impact de Mercure Elles sont constituées de structures en extension du quadrangle voisin de Neruda (H-13).   

## Appellation
En 1979, l’Union astronomique internationale  (UAI) valide son nom dans la nomenclature des systèmes planétaires mercuriens en donnant, comme pour toutes les nouvelles fosses, un nom de monument architectural. L’UAI a choisi le nom du temple bouddhiste Mahayana du IXe siècle dans le centre de Java, en Indonésie, pour ses neuf plates-formes empilées surmontées d'un dôme central.

## Relief géologique

### Position
Dans le quadrangle de Debussy au sud-ouest du bassin d'impact de Rembrandt qui est le deuxième plus grand bassin d'impact de Mercure, le seul endroit du quadrangle à contenir des caractéristiques extensionnelles. Les fosses de Borobudur sont constituées de structures en extension du quadrangle voisin de Neruda (H-13). Les fosses rayonnent autour du cratère Bellini légèrement décentré par rapport à leur centre. 

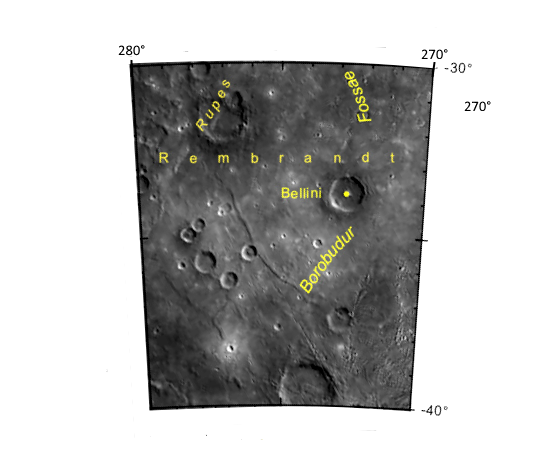
Grille H14 Borodubur Fossae rayonnant autour du cratère Bellini

### Caractéristiques
Borobudur Fossae a les caractéristiques tectoniques les plus remarquables du quadrangle H14 par son échelle et de sa complexité due entre autres à la nature circulaire et radiale des fosses dans une structure annulaire. Borobudur Fossae est un ensemble de fossés radiaux qui ont une interaction complexe avec les crêtes ridées de contraction.

#### So bizarre
Les premières images du bassin d'impact Rembrandt comprenant Borobudur Fossae, transmises lors du deuxième survol de Messenger en 2008, ont interrogé les scientifiques. Les caractéristiques de crêtes ridées par la compression de la croûte mercurienne et les creux d'étirement, situées les unes contre les autres n'avaient pas encore été observées. 

### Intérêt géologique
Borobudur Fossae est formé de grabens de structures radiales et concentriques ayant subit de multiples phases de contraction et extension. Son activité tectonique complexe et son environnement de relations transversales de fossés et de failles pourront être approfondis par la mission BepiColombo d'observation de Mercure grâce aux performances du spectromètre imageur SYMBIO-SYS.

## Galerie

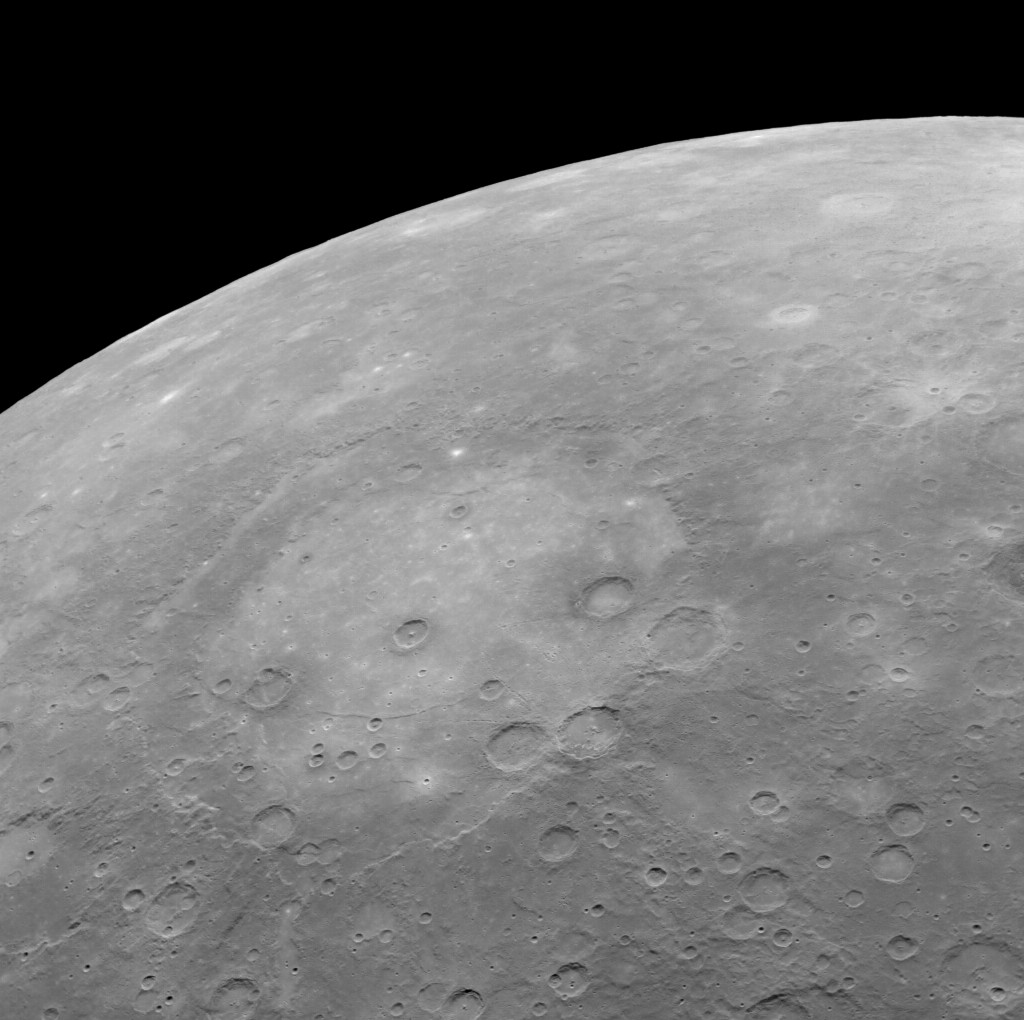
Cratère Rembrandt au centre  de la zone Claire, le cratère Bellini entouré de Borodubur Fossae
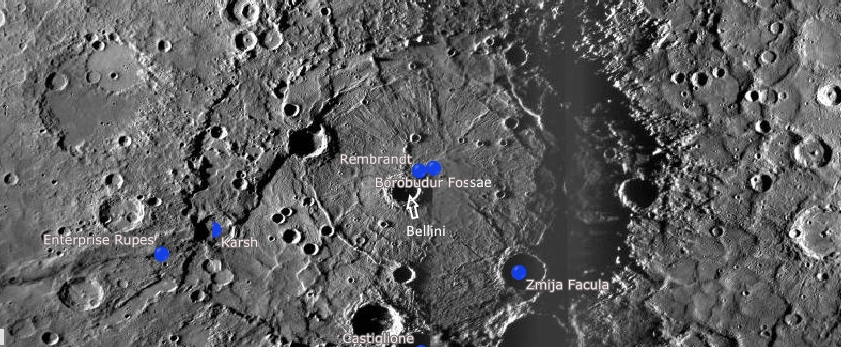
Borobudur Fossae par Mariner 10 over MESSENGER (Preliminary MESSENGER)
Détail du cratère Rembrant. Les flèches blanches indiquent les zones proches du bord nord du bassin comblées par des plaines volcaniques lisses. 2c Cratère Bellini entouré de Borobudur Fossae.